# 馬庫斯·哈伯
馬庫斯·哈伯（英語：Marcus Haber；1989年1月11日—）是加拿大的一位職業足球運動員。他現在效力於蘇格蘭足球超級聯賽球隊登地。他從1994年很小時就已經開始踢球了。他也代表加拿大國家足球隊參加國際賽事。

## 球會生涯
哈伯職業生涯腳步遍佈加拿大、英格蘭及蘇格蘭。

## 國際賽生涯
哈伯從U16梯隊開始便代表加拿大踢國際賽，現為加拿大大國腳的一員。